# أوسور
بلدية أوسور (بالإسبانية: Osor) هي بلدية تقع في مقاطعة جرندة التابعة لمنطقة كتالونيا شمال شرق إسبانيا.

## الديموغرافيا
بلغ عدد سكان بلدية أوسور 456 نسمة عام 2011 (وفقاً للمعهد الوطني الإسباني للإحصاء).
| 509 | 468 | 457 | 409 | 372 | 354 | 456 |